# Acontia arida
Acontia arida är en fjärilsart som beskrevs av Smith 1900. Acontia arida ingår i släktet Acontia och familjen nattflyn. Inga underarter finns listade i Catalogue of Life.